# 비야르탄가르 등대

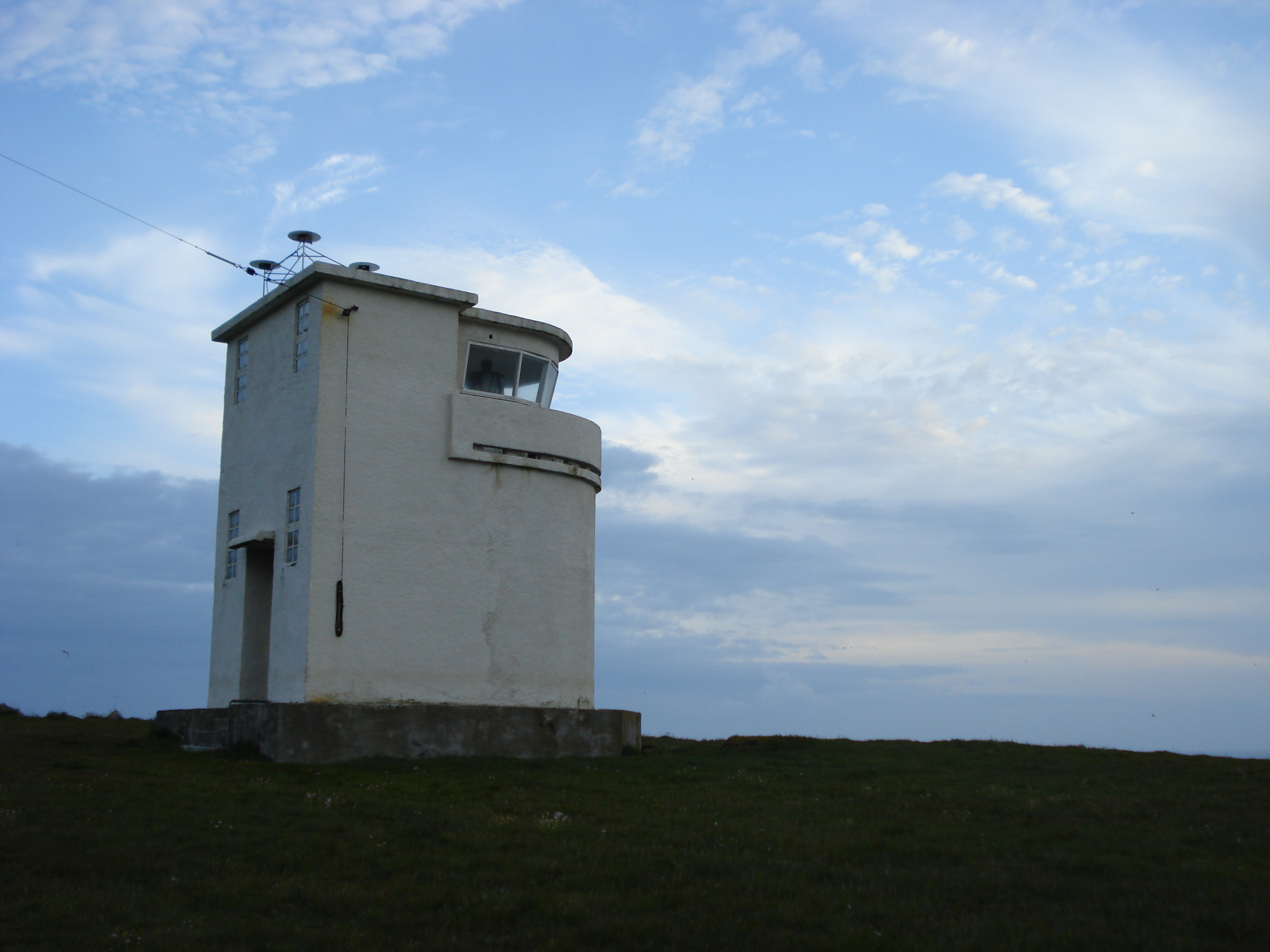

비야르탄가르 등대(Bjargtangar Lighthouse)는 아이슬란드 북서부 라트라비야르그 절벽에 위치한 등대이다. 아이슬란드의 서쪽끝, 유럽의 서쪽끝에 위치한 건물이다.
1913년 설립되었다. 현재의 탑은 1948년 설립되었다. 2층 높이이며 콘크리트로 지어졌고 모두 흰색으로 칠해졌다.